# 王杰 (解放军)

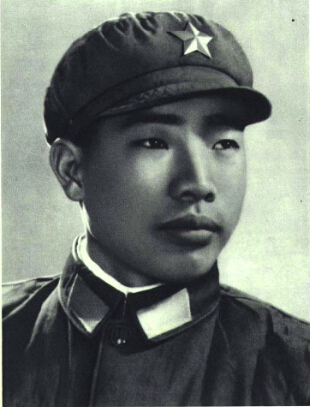
1966-02 王杰

王杰（1942年—1965年7月14日），生于山东金乡，1961年8月参加中国人民解放军，被分配到装甲兵驻徐某部工兵连。1962年2月加入中国共产主义青年团。
1965年7月，王杰被派到江苏邳县张楼公社帮助民兵训练。7月14日，在炸药包发生意外爆炸时，他为了掩护在场的12名民兵和人民武装干部的生命安全，用身体扑到炸药包上而死。根据他生前的志愿，部队党委追认他为中国共产党党员。
1965年11月27日，国防部命名他生前所在班为「王杰班」。周恩来、朱德、董必武等党和国家领导人为王杰题了词。